# Turism i Albanien

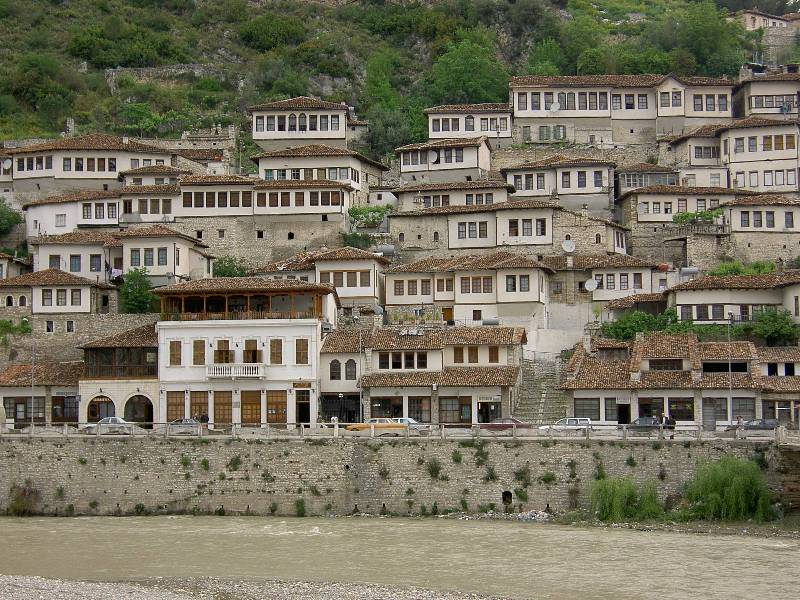
Berat, staden med tusen fönster.

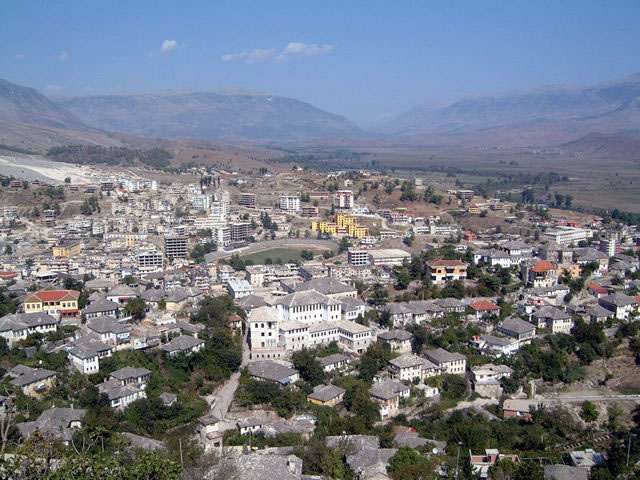
Gjirokastra, staden med tusen trappsteg.

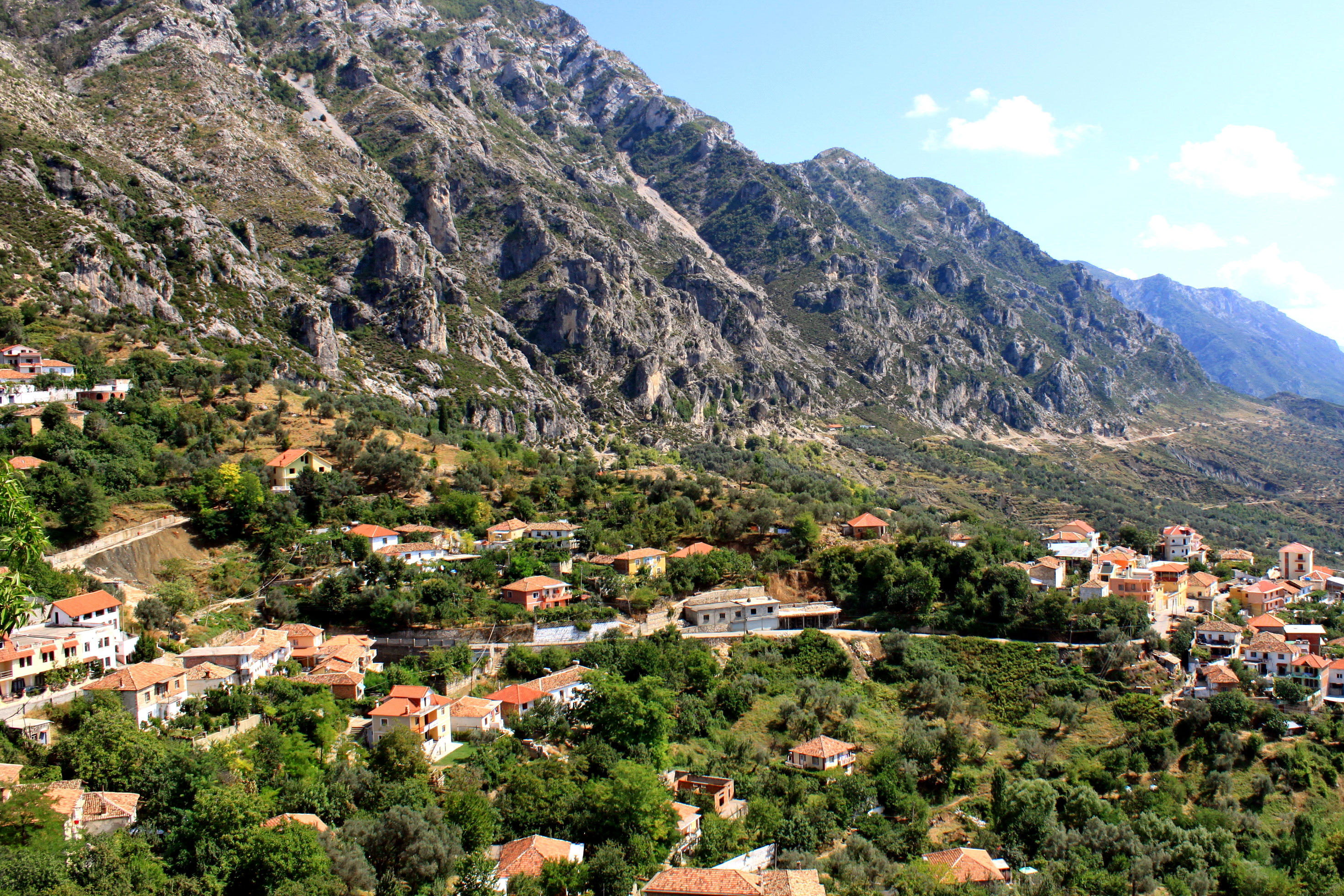
Kruja, balkongen över Adriatiska havet.

Turismen utgör en relativt liten del av Albaniens ekonomi. Landet är i sin helhet oexploaterat som turistland och med förhållandevis opåverkade miljöer; investeringsbehovet är dock stort för att tillgodose resenärernas krav då faciliteter ofta är av låg kvalitet.

## Naturturism
I Albanien finns unika naturfenomen som Komani eller nationalparken Llogara. Den mest populära attraktionen inom Albaniens naturturism är alla stränderna vid kusten mot Adriatiska och Joniska havet samt Albaniens berg. Klimatet gör att det är möjligt att besöka badorter i södra Albanien även efter sommaren.

## Sol och bad
Albanien är ett naturskönt land med vackra kusttrakter och medelhavsklimat. Albaniens kust löper utmed Adriatiska havet och Joniska havet. Adriatiska havet har långa sandstränder samt många sjöstränder medan Joniska havet har klippiga berg med vackra och vita sandstränder.

## Kulturturism
I landet finns permanenta kulturella attraktioner, till exempel museer och kyrkor, trots landets många år av kommunistisk ateism, och tolv parker. Historiska byggnader och monument finns i stort sett över hela landet, och historiska seder finns bevarade. Albaniens kulturarv omfattar traditioner, seder, musik, danser, folkdräkter, sägner och myter med inslag av Greklands och Italiens kulturrikedomar, allt som ger en bra inblick och kunskap om den albanska kulturen.

## Säkerhetssituationen
Turismen i Albanien har förr påverkats negativt av den då rådande säkerhetssituationen, framför allt nära gränsen till Kosovo, eftersom där har det funnits gammalt aktivt krigsmateriel utspritt. I övriga delar av landet har säkerheten dock förbättrats avsevärt, vilket har gynnat turismen mycket.

## Miljö
Miljöproblemen vid sandstränderna är en plåga för landet. Dag- och spillvatten omöjliggör bad och simning i närheten av hamnanläggningar utan risk för hälsa. Dessutom finns skräp och avfall överallt vid sandstränderna. Albanien är det enda landet i Europa som saknar blåflaggade sandstränder.

## Antal besökare
Antal besökare i Albanien efter årtal enligt statistik från Världsbankens hemsida.
| \| År \| Besökare \| \| ---- \| --------- \| \| 1995 \| 304 000 \| \| 1996 \| 287 000 \| \| 1997 \| 119 000 \| \| 1998 \| 184 000 \| \| 1999 \| 371 000 \| \| 2000 \| 317 000 \| \| 2001 \| 354 000 \| \| 2002 \| 470 000 \| \| 2003 \| 557 000 \| \| 2004 \| 645 000 \| \| 2005 \| 748 000 \| \| 2006 \| 937 000 \| \| 2007 \| 1 127 000 \| \| 2008 \| 1 420 000 \| \| 2009 \| 1 856 000 \| \| 2010 \| 2 417 000 \| \| 2011 \| 2 932 000 \| \| 2012 \| 3 514 000 \| \| 2013 \| 3 256 000 \| \| 2014 \| 3 673 000 \| \| 2015 \| 4 131 000 \| |           |
| År | Besökare  |
| 1995 | 304 000   |
| 1996 | 287 000   |
| 1997 | 119 000   |
| 1998 | 184 000   |
| 1999 | 371 000   |
| 2000 | 317 000   |
| 2001 | 354 000   |
| 2002 | 470 000   |
| 2003 | 557 000   |
| 2004 | 645 000   |
| 2005 | 748 000   |
| 2006 | 937 000   |
| 2007 | 1 127 000 |
| 2008 | 1 420 000 |
| 2009 | 1 856 000 |
| 2010 | 2 417 000 |
| 2011 | 2 932 000 |
| 2012 | 3 514 000 |
| 2013 | 3 256 000 |
| 2014 | 3 673 000 |
| 2015 | 4 131 000 |

## Kuriosa
”Albanien … är ett land, sällan besökt … fastän rikare i naturskönheter än de klassiska regionerna i Grekland”.
- Den engelske poeten Lord Byrons brev till sin vän Henry Drury den 3 maj 1810.[3]

## Galleri

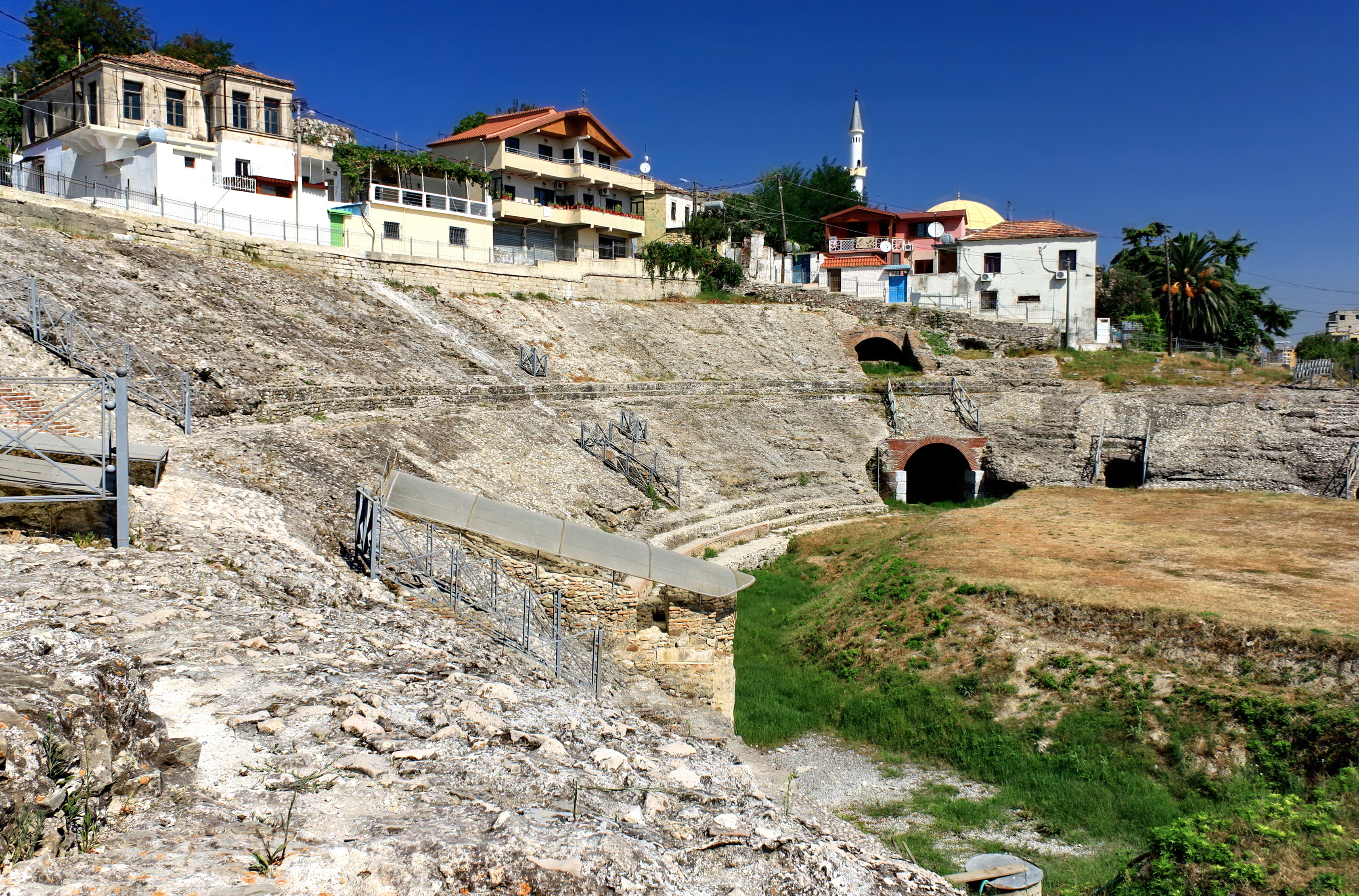
Amfiteatern i Durrës är den största på Balkanhalvön.
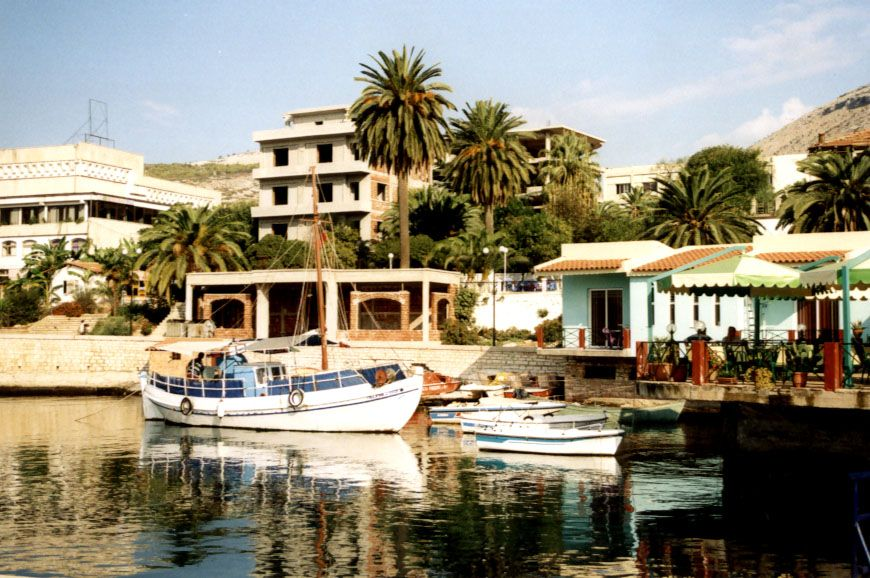
Saranda, av grekerna kallad "Joniska havets pärla".
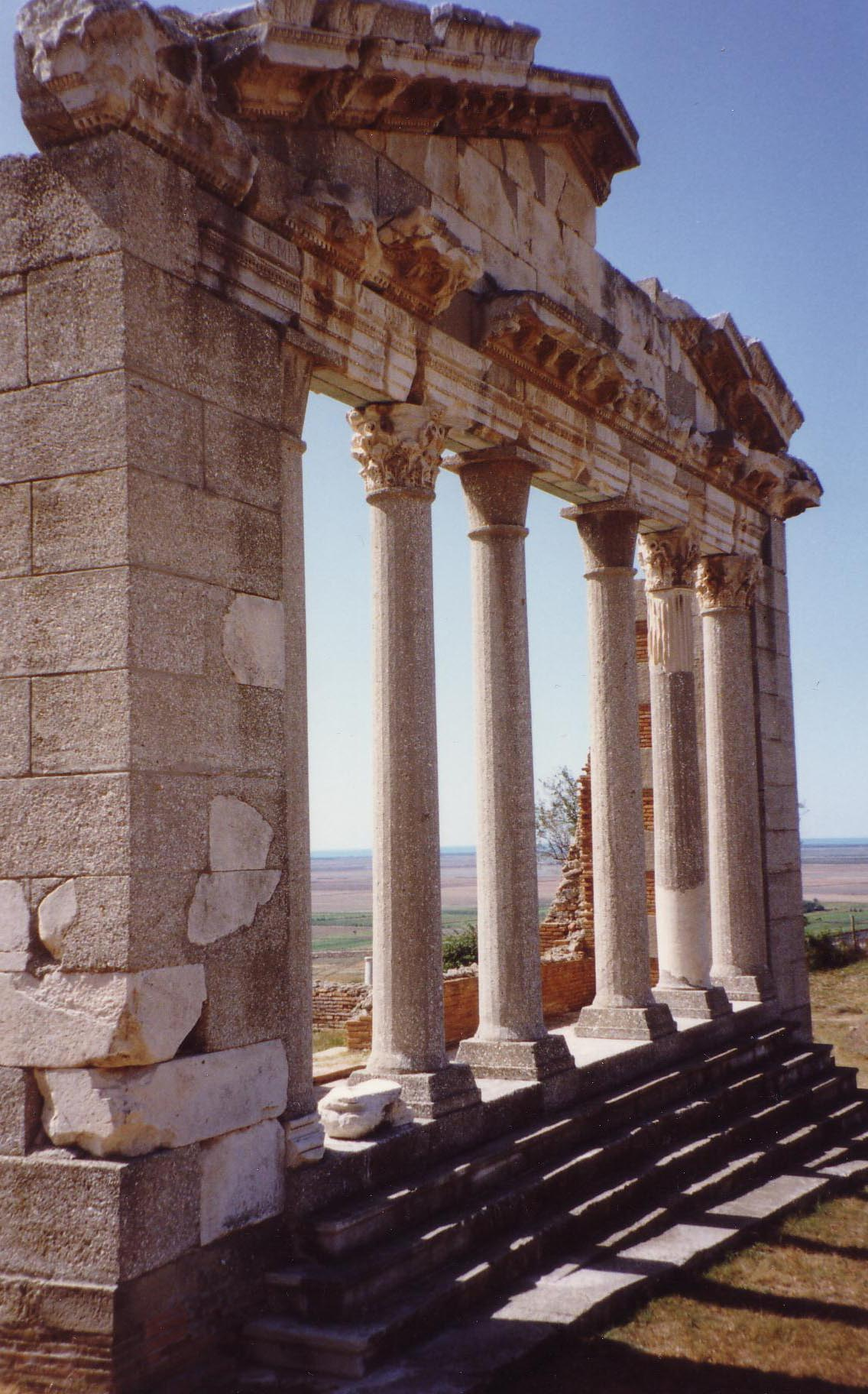
Romerska rikets kejsare Augustus studerade i Apollonia under sin ungdom.
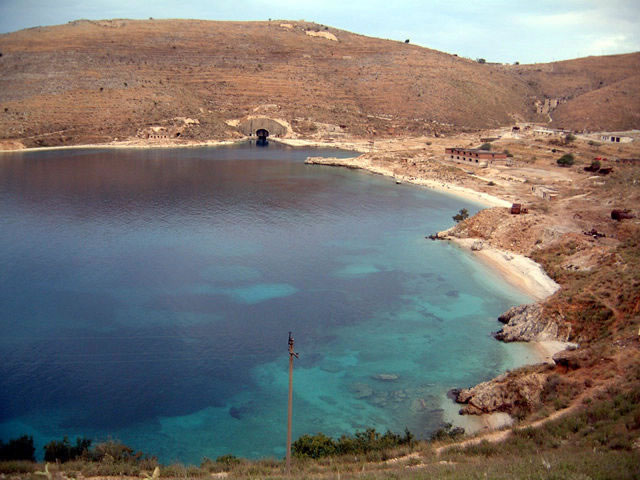
Ali Pasha gav "Porto Palermo" som gåva till sin unga hustru Vasilikia; numera en militärbas i Vlora.
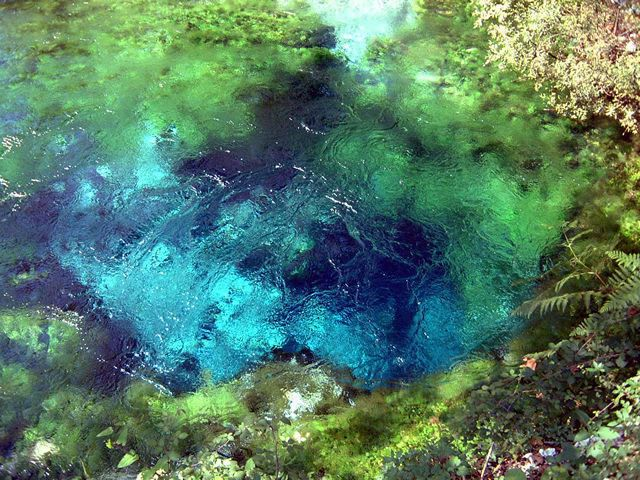
Syri i Kaltër, det blåa ögat.